# یوناتان نتانیاهو

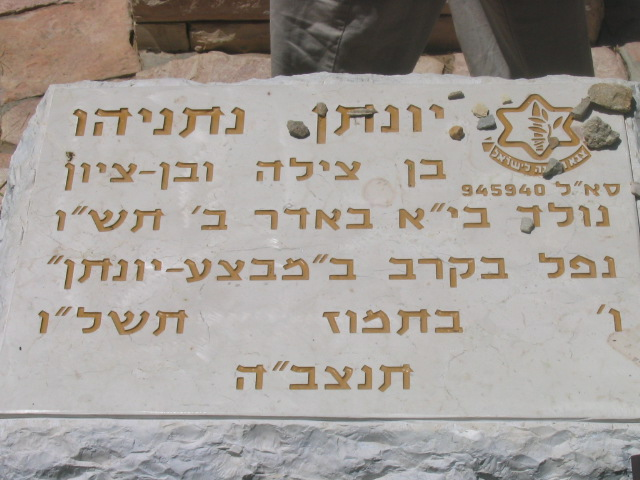
تصویری از سنگ قبر یوناتان نتانیاهو در تپه هرتسل در اورشلیم.

یوناتان «یانی» نتانیاهو (به عبری: יונתן נתניהו) (۱۳ مارس ۱۹۴۶ – ۴ ژوئیه ۱۹۷۶) یک افسر نیروهای دفاعی اسرائیل بود که بیشتر به دلیل نقش برجسته‌اش در عملیات انتبه شناخته می‌شود. او فرماندهٔ یگان ویژه سایرت متکل بود و در جریان این عملیات برای نجات گروگان‌های هواپیمای ربوده‌شده توسط چریک‌های فلسطینی در فرودگاه انتبه در اوگاندا کشته شد. یوناتان نتانیاهو، به عنوان تنها سرباز اسرائیلی که در این عملیات جان باخت، به یک قهرمان ملی تبدیل شد.
او فرزند ارشد بنزیون نتانیاهو و برادر بزرگتر بنیامین نتانیاهو، نخست‌وزیر اسرائیل، است. یوناتان در دانشگاه عبری اورشلیم و دانشگاه هاروارد تحصیل کرده بود، اما به دلیل جنگ شش روزه به اسرائیل بازگشت و به ارتش پیوست. 
یوناتان نتانیاهو در مهم‌ترین آرامگاه ملی اسرائیل واقع در کوه هرتسل، اورشلیم دفن شده‌است.